# Гудошников, Моисей Андреевич
Моисей Андреевич Гудошников (1 сентября 1894, Пушкино, Пензенская губерния — 20 июля 1956, Иркутск) — историк, кандидат исторических наук, доцент, заведующий кафедрой истории СССР Иркутского государственного университета им. А. А. Жданова.

## Биография
Родился 1 сентября 1894 года в с. Пушкино Саранского уезда Пензенской губернии (ныне — в городском округе Саранск, Мордовия). С 1911 года работал рабочим, затем конторщиком на красильной фабрике в Москве; посещал народный университет им. А. Л. Шанявского.
В 1915 году был призван в армию, служил в телеграфной роте на Западном, затем на Румынском фронте. Войну закончил в 1918 году в чине младшего унтер-офицера.
В 1917 году демобилизован, вернулся в родное село, крестьянствовал, был секретарём сельского комбеда.
С сентября 1918 года служил в Красной армии — красноармеец, инструктор связи, командир роты связи, комиссар 13-го отдельного батальона 128-й бригады в Петрозаводске, на Карельском фронте; начальник политотдела укрепрайона. Член РКП(б) с 1921 года.
В 1924—1926 годы работал в Карельском обкоме партии заместителем заведующего агитационно-пропагандистским отделом. С 1926 года учился на историческом отделении Института Красной профессуры — в семинарах М. Н. Покровского, Н. А. Рожкова, Н. М. Лукина и других историков.
После окончания института в 1930 году по путёвке ЦК ВКП(б) был направлен в Иркутск в качестве ректора Общественного коммунистического университета. Вскоре возглавил кафедру истории народов СССР в Иркутском государственном педагогическом институте.
17 ноября 1938 был арестован; 25 мая 1939 постановлением УНКВД по Иркутской области дело по ст.58-10, 58-11 УК РСФСР было прекращено.
С открытием в 1940 году в ИГУ им. А. А. Жданова историко-филологического факультета, не оставляя работы в педагогическом институте, стал заведующим кафедрой истории СССР.
Умер 20 июля 1956 года (но дата на памятнике - 18 июля), похоронен на Глазковском кладбище Иркутска.

## Награды
- Медаль «За доблестный труд в Великой Отечественной войне 1941—1945 гг.»[4]

## Научная деятельность
Доцент (1937). В 1941 году защитил кандидатскую диссертацию по теме «Общественно-политические взгляды Н. М. Ядринцева».
Автор более 40 научных работ. Основной темой его научных интересов являлась история Сибири. Он составил пособие «Сибирь: историческая хрестоматия» (1932), был одним из редакторов и авторов Сибирской Советской энциклопедии, разрабатывал темы «Сибирское областничество», «Революционное движение в Сибири».
Итоги изучения истории гражданской войны были обобщены Моисеем Андреевичем в монографии «Гражданская война в Сибири», которую коллеги и ученики подготовили к печати и издали посмертно в 1959 г. под названием «Очерки по истории гражданской войны в Сибири».
Особое место в научных публикациях занимает историко-литературоведческая тема. Как преподаватель педагогического вуза написал учебник по истории СССР для 3-х и 4-х классов, которому в 1937 г. на Всесоюзном конкурсе была присуждена поощрительная премия. Работал над докторской диссертацией «История как предмет преподавания в школе», но защитить её не успел.

### Избранные труды
- Гудошников М. А. Декабрьские бои 1917 г. в Иркутске. — М.; Иркутск, 1932. — 64 с.
- Гудошников М. А. Ленский расстрел. — М.; Иркутск: ОГИЗ, 1934. — 35 с.
- Гудошников М. А. Сибирь — историческая хрестоматия. — М.; Иркутск: Иркутское кн. изд-во, 1932. — 244 с.
- Гудошников М. А. Очерки по истории гражданской войны в Сибири. — Иркутск: Иркутское кн. изд-во, 1959. — 206 с.

## Память
Рукописи диссертаций, монографии, глав учебников, статей и докладов, а также рецензии, отзывы, список научных трудов, письма и другие документы М. А. Гудошникова с 1964 года хранятся в Государственном архиве Иркутской области (фонд Р2703).